# Gabriele Giannantoni

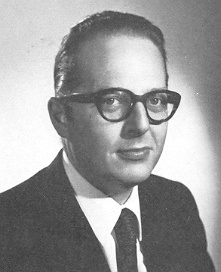
Gabriele Giannantoni

Gabriele Giannantoni (* 30. Juli 1932 in Perugia; † 18. Dezember 1998 in Rom) war ein italienischer Philosoph und Politiker.

## Leben
Giannantoni studierte und lehrte Philosophie an der Universität Rom, wo er unter anderem mit Enzo Siciliano befreundet war und bei Guido Calogero promovierte. Zwischen 1968 und 1979 war er für die Kommunistische Partei Italiens dreimal Abgeordneter im Parlament und bemühte sich in diesem Rahmen um eine Reform des Schulsystems.
1979 wurde er Gründer und Direktor des Studienzentrums für antikes Gedankengut des Nationalen Forschungsrates. Die philosophische Hauptleistung Giannantonis, der besonderen Wert auf Quellenstudium legte, war die Herausgabe einer äußerst umfangreichen Sammlung erhaltener Textstellen zu Sokrates und in dessen Tradition stehender Philosophen unter dem Titel Socratis et Socraticorum Reliquiae. 1980 begründet er die philosophiehistorische Zeitschrift Elenchos.
Die Fragmente der Vorsokratiker (Diels/Kranz) übersetzte er ins Italienische.

## Schriften (Auswahl)
- Gabriele Giannantoni (Hrsg.): Socratis et Socraticorum Reliquiae (= SSR), 4 Bände, Bibliopolis, Neapel 1990, online
  - Band 1: Sokrates, Megariker, der elisch-eretrischen Schule nahestehende Philosophen
  - Band 2: Kyrenaiker, Kyniker, zahlreiche Sokratiker
  - Band 3: Bibliographie und Index
  - Band 4: Anmerkungen
- I Presocratici. Testimonianze e frammenti, a cura di G. Giannantoni, Laterza, Roma-Bari, 19832